# Strongoli (stolica tytularna)
Strongoli (łac. Dioecesis Strongulensis) – stolica historycznej diecezji w Italii, erygowanej w roku 546, a włączonej w roku 1818 w skład diecezji Cariati.
Współczesne miasto Strongoli w prowincji Krotona we Włoszech. Obecnie katolickie biskupstwo tytularne ustanowione w 1969 przez papieża Pawła VI.

## Biskupi tytularni
| Lp. | Biskup             | Funkcja                                  | Od              | Do               |
| --- | ------------------ | ---------------------------------------- | --------------- | ---------------- |
| 1   | Nicolas Verhoeven  | emerytowany biskup Manado (Indonezja)    | 26 czerwca 1969 | 15 września 1976 |
| 2   | Olavio López Duque | wikariusz apostolski Casanare (Kolumbia) | 30 maja 1977    | 11 czerwca 2013  |
| 3   | Barthol Barretto   | biskup pomocniczy Bombaju (Indie)        | 20 grudnia 2016 | 30 grudnia 2023  |
| 4   | Francis Than Htun  | biskup pomocniczy Rangun (Mjanma)        | 26 marca 2024   |                  |